# Barro Duro
Barro Duro este un oraș în Piauí (PI), Brazilia.